# Members Only
Members Only – amerykański kolektyw hip hopowy założony w Broward County na Florydzie w 2014 roku. Jest blisko związany z Very Rare, a członkowie obu kolektywów nazywają siebie VR All-Stars. Members Only był pierwotnie duetem pomiędzy XXXTentacion i Ski Mask the Slump God po spotkaniu i nawiązaniu znajomości w ośrodku dla nieletnich.

## Obecni członkowie
- Ski Mask the Slump God (od 2014)[2]
- Bass Santana (od 2015)
- Kid Trunks (od 2015)
- Kin$oul (od 2015)
- Bhris (od 2015)
- PRXZ (od 2015)
- Robb Banks (od 2016)
- DJ Scheme (od 2016)
- Kidway (od 2017)
- Ikabod Veins (od 2017)

## Byli członkowie
- XXXTentacion (2014–2018; zmarł)[3][4][5]
- Wifisfuneral (2015–2017)[6]
- Fukkit (2015–2017)[7]
- Khaed (2015–2019; zmarł)[8]
- Craig Xen (2015–2019)
- CoolieCut (2017–2019)[9]

## Dyskografia

### Albumy studyjne
| Tytuł                | Informacje                                                | Pozycje na listach | Pozycje na listach | Pozycje na listach | Pozycje na listach | Pozycje na listach | Pozycje na listach | Pozycje na listach | Pozycje na listach | Pozycje na listach | Pozycje na listach |
| Tytuł                | Informacje                                                | USA 200            | USA R&B            | KAN                | DAN                | HOL                | FIN                | FRA                | NOR                | NZ                 | SZWA               |
| -------------------- | --------------------------------------------------------- | ------------------ | ------------------ | ------------------ | ------------------ | ------------------ | ------------------ | ------------------ | ------------------ | ------------------ | ------------------ |
| Members Only, Vol. 4 | - Wydany: 23 stycznia 2019 - Format: LP, digital download | 18                 | 11                 | 15                 | 25                 | 39                 | 48                 | 100                | 32                 | 29                 | 71                 |

### Mixtape’y
| Tytuł                | Informacje                                                                                      | Pozycje na listach | Pozycje na listach | Pozycje na listach |
| Tytuł                | Informacje                                                                                      | USA                | BEL                | HOL                |
| -------------------- | ----------------------------------------------------------------------------------------------- | ------------------ | ------------------ | ------------------ |
| Members Only, Vol. 2 | - Wydany: 23 października 2015 - Format: Digital download                                       | —                  | —                  | —                  |
| Members Only, Vol. 3 | - Wydany: 26 czerwca 2017 - Wytwórnia: Bad Vibes Forever, Empire - Format: LP, digital download | 17                 | 96                 | 127                |

### EP
| Tytuł                                                        | Informacje                                            |
| ------------------------------------------------------------ | ----------------------------------------------------- |
| Members Only, Vol. 1 (XXXTENTACION & Ski Mask the Slump God) | - Wydana: 20 kwietnia 2015 - Format: Digital download |